# Justin de Jacobis
Pour les articles homonymes, voir Saint Justin.
Justin de Jacobis (9 octobre 1800 - 31 juillet 1860), confesseur et missionnaire Lazariste, évêque en Abyssinie (Éthiopie) ; saint catholique fêté le 31 juillet.

## En Italie
Justin est né à San Fele (Potenza), le 9 octobre 1800, septième enfant de Marie-Josèphe Muccia et de Jean-Baptiste de Jacobis, de riches et pieux chrétiens.
En 1818 il entra dans la Congrégation de la Mission à Naples. Malgré ses réticences dues à sa profonde humilité, et avec l'appui de ses supérieurs, il fut ordonné prêtre le 12 juin 1824 dans la cathédrale de Brindisi. Il s'y attacha à organiser des retraites pour les laïcs et les prêtres, et de prêcher des missions paroissiales. Parallèlement, il animait diverses activités charitables pour aider les populations pauvres. Il se dévoua sans compter durant l'épidémie de choléra qui dévasta la ville de Naples à la fin de l'année 1836.
Sur l'insistance de ses supérieurs, il accepta de servir à un poste de responsabilité dans la Congrégation de la Mission. C'était alors qu'il était supérieur à la Maison provinciale de Naples, en 1838 qu'il rencontra le Cardinal Franzoni, et c'est ce dernier qui lui parla des immenses besoins de la Mission en Abyssinie.

## En Abyssinie
La Congrégation de la Mission reçut donc cette charge et Justin y fut envoyé le 24 mai 1839 en tant que préfet apostolique d’Abyssinie. Il devient évêque de Nilopolis (de) le 6 juillet 1847.
Justin prit à cœur l'apprentissage de la langue, vécut tout près des habitants, s'immergeant dans la culture locale. Pour annoncer l'Évangile, il utilisait les traditions et les coutumes des autochtones, il accompagnait les prêtres en formation et posa les fondations de l'église catholique locale.
Il fut un remarquable précurseur du dialogue œcuménique entre les Catholiques et les Coptes.
Pendant vingt ans, Justin se donna entièrement à sa tâche, malgré les souffrances et les persécutions. Il mourut victime d'une fièvre tropicale dans la vallée d'Alighedien, près de Massaoua, le 31 juillet 1860.

## Béatification - Canonisation
- Son procès en béatification s'ouvrit le 13 juillet 1904 sous le pontificat de Pie X.
- Il fut canonisé le 26 octobre 1975 par le Pape Paul VI. Dans une lettre au Pape Paul VI, lors de sa canonisation, le président de la conférence épiscopale d'Éthiopie écrit: "Le bienheureux Justin de Jacobis a été un père pour l'Église d'Éthiopie chrétienne et l'a rendue à la plénitude de cette foi catholique qu'elle avait reçue de son premier apôtre, saint Frumenzins (IVe siècle)."
- Sa fête est le 31 juillet.

## Succession apostolique
Justin de Jacobis a ordonné les évêques suivants :
- Évêque Lorenzo Biancheri, C.M. (1853)